# Eduard Oberwimmer
Eduard Oberwimmer (12. února 1845 Znojmo – 22. října 1923 Znojmo) byl rakouský hoteliér a politik, na začátku 20. století poslanec Moravského zemského sněmu.

## Životopis
Ve Znojmě se etabloval, když si v roce 1871 pronajal nejprestižnější hostinec U tří korun na Horním náměstí, kde přespali mj. císaři Karel VI. a František Josef I. Hostinec v roce 1877 koupil a přeměnil jej na hotel. V roce 1906 ho prodal, protože se jeho syn přestěhoval pryč z města. Vlastnil též vyhlášený vinný sklep.
Politicky se angažoval u místních liberálů/pokrokářů, za které zasedl v letech 1897–1918 v obecním výboru. V roce 1912 byl náhradníkem do zemského vedení strany. Starosta Heinrich Homma jej do zemských voleb v roce 1906 navrhl místo sebe na místo poslance. Poprvé volby ve znojemském městském obvodu zcela neovládli liberálové a proti Oberwimmerovi se postavil ředitel měšťanky J. Huppert za německé radikály, ale Oberwimmer i tak zvítězil v poměru 792:280. Byl zastáncem moravského vyrovnání a kompromisů s Čechy, představu Předlitavska jako německého státu považoval za nereálnou. Ve sněmu prosazoval subvence do vinařství. Byl proti demokratizaci volebního práva do obcí a proti povinnosti volit. Podporoval vybudování vodní elektrárny na Dyje u Vranova. Před zemskými volbami 1913 kvůli rostoucí nacionalizaci ustoupil německému radikálovi Oskaru Teufelovi.
Od roku 1885 byl členem Deutscher Bürgerverein (Německého měšťanského spolku) ve Znojmě.